# Tighassaline
Tighassaline (en arabe : تغسالين) est un village communale situé à 20 km de Khénifra, relevant administrativement de la province de Khénifra, dans la région de Béni Mellal-Khénifra, au Maroc.

### Sources
- (en) Tighassaline sur le site de Falling Rain Genomics, Inc.